# 北清企業
北清企業株式会社（ほくせいきぎょう）は、北海道札幌市に本社を置く廃棄物収集運搬業の会社。

## 所在地
本社
- 北海道札幌市東区北丘珠5条4丁目5番7号

## 事業内容
- 一般廃棄物収集運搬業[1]
- 産業廃棄物収集運搬業[1]
- 特定管理産業廃棄物収集運搬業[1]
- 産業廃棄物処分業[1]

## 沿革
- 1969年3月 - 「新琴似清掃事業社」として創設[1]
- 1971年4月　清掃法の改正により、札幌市より一般廃棄物処理の許可証（第3号）を交付される。
- 1971年5月 - 北清企業株式会社が設立される[1]
- 1977年4月　- 北都清掃株式会社と合併する[1]
- 1978年4月 - 北清商事株式会社を設立する[1]
- 1978年11月　- 江別市より一般廃棄物処理の許可証（第3号）を交付され、江別支店が設立される[1]。
- 1982年11月　- 現在の本社ビルが竣工となる[1]。
- 1994年8月 - 北清企業の南九州支店が開設される[1]。
- 1994年12月 - 九州北清企業株式会社が開設される[1]。

## 関連会社
- 株式会社北清[2]
- 北清商事株式会社[2]
- 角山開発株式会社[2]
- 江別清掃株式会社[2]
- 岩見沢清掃株式会社[2]
- 北海道特殊自販株式会社[2]
- 西日本環境技研究株式会社[2]
- 九州北清企業株式会社[2]
- 北清コーポレーション株式会社[2]
- 北清ふらの株式会社[2]